# Bael

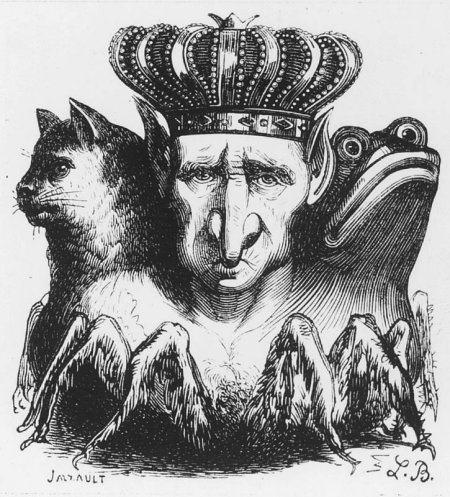
Ilustración del demonio Bael en el Diccionario infernal de Collin de Plancy, en la versión de 1863.

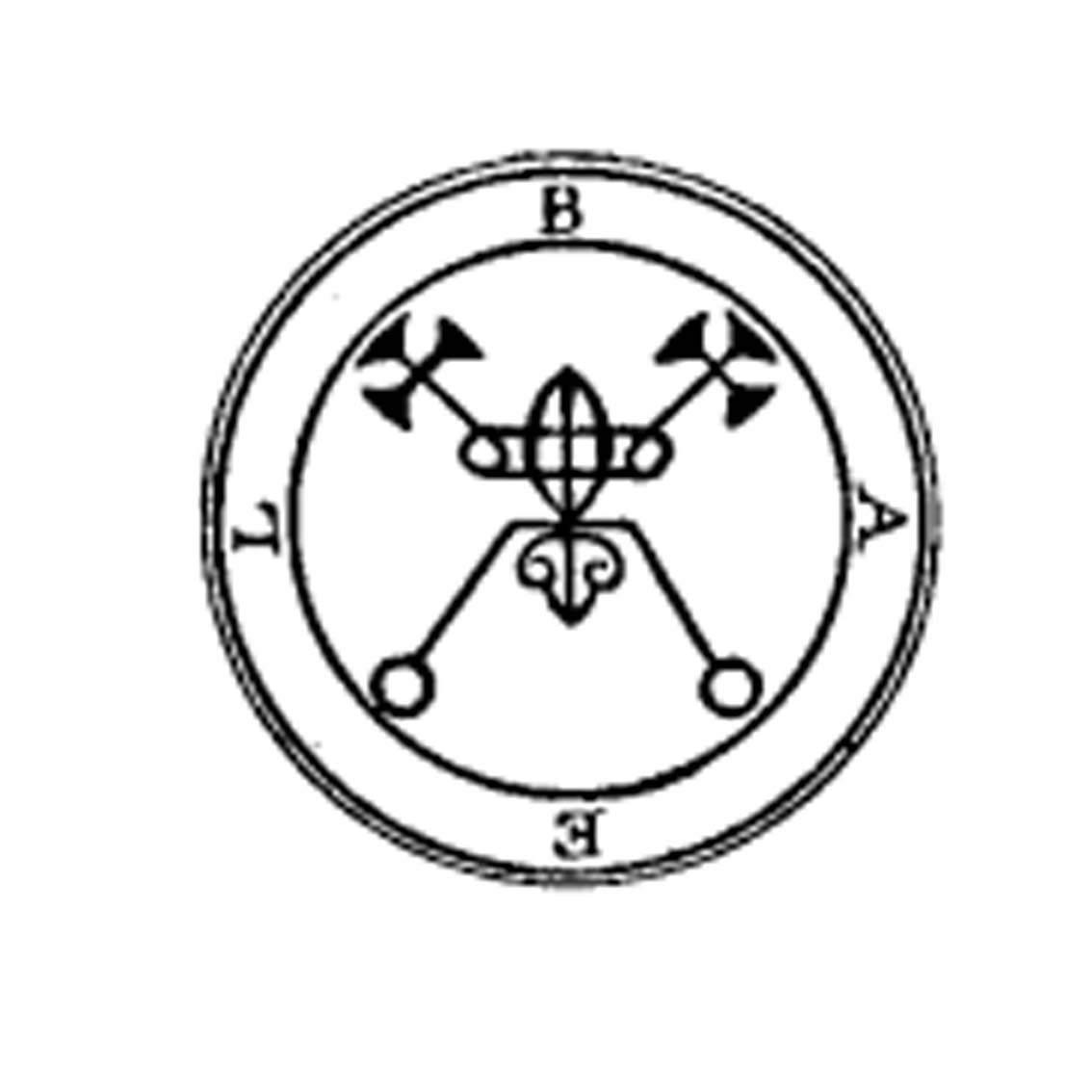
Sello del demonio Bael.

En mitología y demonología, Bael, también escrito Baël, Baell o Buel, es el primer rey del infierno, una de las potencias infernales que se citan en libros de magia o grimorios como el Ars Goetia o el Pseudomonarchia daemonum. Representa al poder del Oriente. Algunos lo consideran como una reminiscencia del antiguo Baal. 
Bael fue considerado como el asistente personal de Satanás. Manda sobre 66 legiones de demonios, aunque según otras versiones, tiene poder sobre 82 legiones, que agrupan a 456.000 demonios. De acuerdo con el Libro de San Cipriano, Bael está bajo la dependencia de Lucífugo Rofocale. Se cree que el poder de Bael se incrementa en el mes de octubre, y en especial durante la festividad de Samhain.
Se lo representa con tres cabezas: de sapo, de hombre coronado y de gato. Habla con voz ronca y su torso lomudo termina en patas de araña. A los que lo evocaban les concedía el artificio y el medio de hacerse invisibles y astutos.
Criatura de gran sabiduría, su carácter es de suma franqueza y poca sutileza. No miente y su personalidad es muy sobria, tanto que puede llegar a agradar por su amigable perspicacia.

## En la literatura
Aparece en el cuento de terror grotesco "El nazareno del gato blanco" del escritor costarricense Ariel F. Cambronero Zumbado, publicado en el volumen "Los gatos" de la Editorial Aeternum y en la Telenovela Mexicana de Televisa; el "Maleficio" donde posee al protagonista